# Wapen van Kollum

Wapen van Kollum

Het wapen van Kollum is het dorpswapen van het Nederlandse dorp Kollum, in de Friese gemeente Noardeast-Fryslân. Het wapen werd in de huidige vorm in 1976 geregistreerd.

## Geschiedenis
Kollum is een van de Friese dorpen waarvan een oud dorpswapen is overgeleverd. Dit wapen komt reeds voor in het wapenboek van Andries Schoemaker uit 1695 en in het Wapen- en Vlaggenboek van Gerrit Hesman uit 1708. Hesman gaf een zilveren ster weer terwijl Schoemaker het wapen afbeeldde zonder  een ster. Daar het wapen niet meer aansprak, werden aan het bestaande wapen een zwaard en twee sterren toegevoegd.

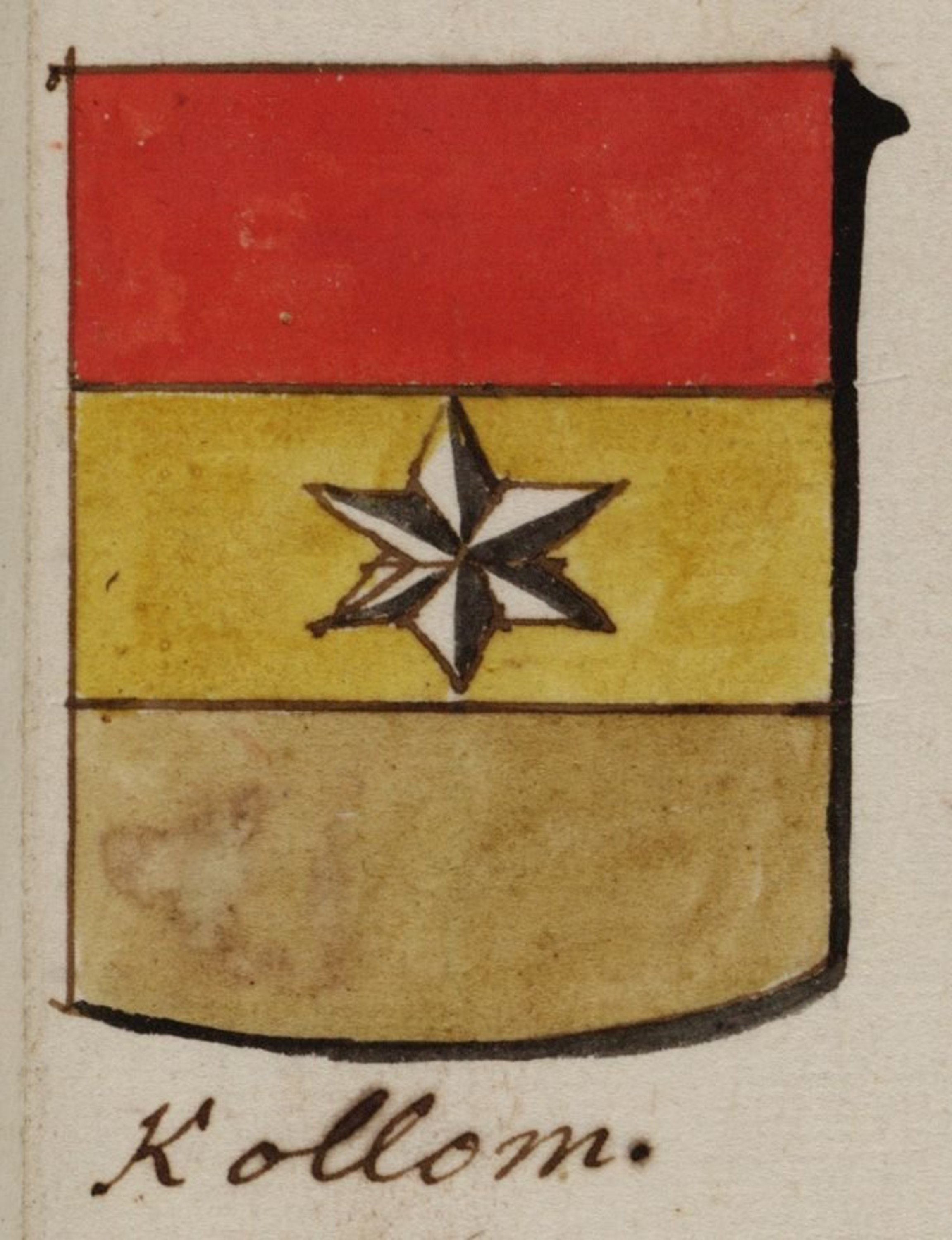
Het wapen van Kollum in het Wapen- en Vlaggenboek van Gerrit Hesman uit 1708.

## Beschrijving
De blazoenering van het wapen luidt als volgt:
Doorsneden in drieën van rood, goud en groen, met over alles heen een zilveren zwaard, goud gesierd en met rood gevest, in het goud vergezeld van twee rode zespuntige sterren.
De heraldische kleuren zijn: keel (rood), goud (geel), sinopel (groen) en zilver (zilver). Het schild wordt gedekt door een zogenaamde "vleckekroon".

## Symboliek
- Sterren: dit betreffen zogenaamde "leidsterren" welke in de Friese heraldiek verwijzen naar bestuurlijk leiderschap.[4] Kollum was de hoofdplaats van de grietenij en later gemeente Kollumerland en Nieuwkruisland.
- Zwaard: verwijst naar gerechtigheid. In Kollum stond namelijk een rechthuis. Daarnaast is het zwaard een attribuut van Sint-Maarten, patroonheilige van de plaatselijke Maartenskerk.[3]
- Kroon: het wapen wordt gedekt door een zogenaamde "vleckekroon", voorbehouden aan dorpen met stadse kenmerken. Zo had de vlecke Kollum naast rechtspraak ook het waagrecht.[1]

## Trivia
Toevalligerwijs kent het wapen van de plaatselijke adellijke familie Van Meckema ook een zwaard op ongeveer dezelfde positie. 

## Verwante wapens

Wapen van Kollumerland en Nieuwkruisland
Wapen van Kollumerpomp

## Zie ook

Vlag van Kollum